# Luzern-Stadt
Wahlkreis Luzern-Stadt är en av de sex valkretsarna i kantonen Luzern i Schweiz. Valkretsarna i Luzern har ingen administrativ funktion, men används för statistiska ändamål. De kan jämföras med distrikten i andra schweiziska kantoner.

## Indelning
Valkretsen består av en kommun:
- Luzern